# Acide naphténique

Exemple d'un acide naphténique

Les acides naphténiques (AN) sont un mélange de plusieurs acides carboxyliques cyclopentyle et cyclohexyle dont la masse moléculaire est compris entre 120 et plus de 700 unités de masse atomique. La principale fraction est constituée d'acides carboxyliques ayant un squelette carboné de 9 à 20 carbones. McKee et al. affirment que « les acides naphténiques sont principalement des acides carboxyliques cycloaliphatiques de 10 à 16 atomes de carbone », bien que des acides contenant jusqu'à 50 atomes de carbone aient été identifiés dans le pétrole lourd. 
Le terme d'« acide naphténique » trouve ses racines dans le terme quelque peu archaïque de « naphtène » (cycloaliphatique mais non-aromatique) utilisé pour classer les hydrocarbures. Il était à l'origine utilisé pour décrire le mélange complexe d'acides extraits du pétrole lorsque les méthodes d'analyse disponibles au début des années 1900 ne permettaient d'identifier avec précision que quelques composants de type naphténique. Aujourd'hui, le terme « acide naphténique » est utilisé dans un sens plus générique pour désigner tous les acides carboxyliques présents dans le pétrole, qu'il s'agisse de composés cycliques, acycliques ou aromatiques, et les acides carboxyliques contenant des hétéroatomes tels que N et S. Bien que les acides naphténiques commerciaux contiennent souvent une majorité d'acides cycloaliphatiques, de multiples études, ont montré qu'ils contiennent également des acides aliphatiques à chaîne droite et ramifiée et des acides aromatiques ; certains acides naphténiques contiennent plus de 50% d'acides aliphatiques et aromatiques combinés.
Les acides naphténiques sont représentés par une formule générale CnH2n-zO2, où n indique le nombre de carbones et z une série homologue. Le z est égal à 0 pour les acides acycliques saturés et passe à 2 pour les acides naphténiques monocycliques, à 4 pour les acides naphténiques bicycliques, à 6 pour les acides tricycliques et à 8 pour les acides tétracycliques.
Les sels d'acides naphténiques, appelés naphténates, sont largement utilisés comme sources hydrophobes d'ions métalliques dans diverses applications. Durant la Seconde Guerre mondiale, l'armée américaine a produits des mélanges de sels d'aluminium d'acide naphténique et de l'acide palmitique, connus sous le nom de napalm. 